# Wijken en buurten in Maastricht
De Nederlandse gemeente Maastricht is voor statistische doeleinden onderverdeeld in zeven wijken en 44 buurten. De gemeente Maastricht hanteert daarnaast een afwijkende indeling in stadsdelen en wijken, waarbij de 44 gemeentelijke wijken exact overeenkomen met de CBS-buurten. De vijf gemeentelijke stadsdelen – op het stadsdeel Centrum na – hebben echter een andere samenstelling dan de gelijknamige CBS-wijken: de CBS-wijk West is bij de gemeentelijke indeling onderdeel van Zuidwest en Noordwest; Oost is bij de gemeente onderdeel van Noordoost en Zuidoost.
De gemeente is verdeeld in de volgende CBS-wijken:
- Wijk 00 Centrum (CBS-wijkcode:093500)
- Wijk 01 Buitenwijk Zuidwest (CBS-wijkcode:093501)
- Wijk 02 Buitenwijk West (CBS-wijkcode:093502)
- Wijk 03 Buitenwijk Noordwest (CBS-wijkcode:093503)
- Wijk 04 Buitenwijk Oost (CBS-wijkcode:093504)
- Wijk 05 Buitenwijk Noordoost (CBS-wijkcode:093505)
- Wijk 06 Buitenwijk Zuidoost (CBS-wijkcode:093506)

Een statistische wijk kan bestaan uit meerdere buurten. Onderstaande tabel geeft de buurtindeling met kentallen volgens het Centraal Bureau voor de Statistiek (2008):
| CBS-buurtcode | Buurtnaam           | Inwonertal | Opp. totaal (ha) | Opp. land (ha) | Ligging                |
| ------------- | ------------------- | ---------- | ---------------- | -------------- | ---------------------- |
| BU09350000    | Binnenstad          | 1600       | 36               | 31             | Locatie in de gemeente |
| BU09350001    | Jekerkwartier       | 1480       | 57               | 51             | Locatie in de gemeente |
| BU09350002    | Kommelkwartier      | 2140       | 26               | 26             | Locatie in de gemeente |
| BU09350003    | Statenkwartier      | 2740       | 42               | 42             | Locatie in de gemeente |
| BU09350004    | Boschstraatkwartier | 1560       | 40               | 31             | Locatie in de gemeente |
| BU09350005    | Sint Maartenspoort  | 1640       | 45               | 37             | Locatie in de gemeente |
| BU09350006    | Wyck                | 4640       | 66               | 56             | Locatie in de gemeente |
| BU09350100    | Villapark           | 3050       | 101              | 80             | Locatie in de gemeente |
| BU09350101    | Jekerdal            | 1230       | 31               | 31             | Locatie in de gemeente |
| BU09350102    | Biesland            | 1590       | 56               | 56             | Locatie in de gemeente |
| BU09350103    | Campagne            | 1300       | 39               | 39             | Locatie in de gemeente |
| BU09350104    | Wolder              | 1480       | 54               | 54             | Locatie in de gemeente |
| BU09350105    | Sint Pieter         | 150        | 633              | 606            | Locatie in de gemeente |
| BU09350200    | Brusselsepoort      | 4490       | 92               | 92             | Locatie in de gemeente |
| BU09350201    | Mariaberg           | 4740       | 54               | 54             | Locatie in de gemeente |
| BU09350202    | Belfort             | 2750       | 49               | 49             | Locatie in de gemeente |
| BU09350203    | Pottenberg          | 2580       | 50               | 50             | Locatie in de gemeente |
| BU09350204    | Malpertuis          | 2490       | 39               | 39             | Locatie in de gemeente |
| BU09350205    | Caberg              | 3290       | 61               | 61             | Locatie in de gemeente |
| BU09350206    | Oud-Caberg          | 1950       | 166              | 166            | Locatie in de gemeente |
| BU09350207    | Malberg             | 5300       | 130              | 130            | Locatie in de gemeente |
| BU09350208    | Dousberg-Hazendans  | 2060       | 134              | 134            | Locatie in de gemeente |
| BU09350209    | Daalhof             | 6680       | 110              | 110            | Locatie in de gemeente |
| BU09350300    | Boschpoort          | 1520       | 147              | 98             | Locatie in de gemeente |
| BU09350301    | Bosscherveld        | 60         | 47               | 47             | Locatie in de gemeente |
| BU09350302    | Frontenkwartier     | 390        | 51               | 50             | Locatie in de gemeente |
| BU09350303    | Belvédère           | 60         | 113              | 113            | Locatie in de gemeente |
| BU09350304    | Lanakerveld         | 70         | 81               | 81             | Locatie in de gemeente |
| BU09350400    | Wyckerpoort         | 4160       | 88               | 88             | Locatie in de gemeente |
| BU09350401    | Heugemerveld        | 2580       | 33               | 33             | Locatie in de gemeente |
| BU09350402    | Wittevrouwenveld    | 5660       | 115              | 113            | Locatie in de gemeente |
| BU09350403    | Nazareth            | 3370       | 128              | 128            | Locatie in de gemeente |
| BU09350404    | Limmel              | 2170       | 132              | 122            | Locatie in de gemeente |
| BU09350405    | Scharn              | 6280       | 368              | 368            | Locatie in de gemeente |
| BU09350406    | Amby                | 6210       | 457              | 456            | Locatie in de gemeente |
| BU09350500    | Beatrixhaven        | 20         | 222              | 203            | Locatie in de gemeente |
| BU09350501    | Borgharen           | 1860       | 363              | 294            | Locatie in de gemeente |
| BU09350502    | Itteren             | 1000       | 317              | 261            | Locatie in de gemeente |
| BU09350503    | Meerssenhoven       | 30         | 150              | 149            | Locatie in de gemeente |
| BU09350600    | Randwyck            | 2030       | 278              | 270            | Locatie in de gemeente |
| BU09350601    | Heugem              | 4620       | 267              | 155            | Locatie in de gemeente |
| BU09350602    | Heer                | 7610       | 214              | 214            | Locatie in de gemeente |
| BU09350603    | De Heeg             | 6480       | 141              | 141            | Locatie in de gemeente |
| BU09350604    | Vroendaal           | 880        | 190              | 190            | Locatie in de gemeente |